# Connor (voornaam)
Connor is een jongensnaam van Ierse oorsprong. Hij is afgeleid van Conchobar, wat "hondenliefhebber" of "wolvenliefhebber" betekent. De naam wordt soms ook als Conor geschreven.

## Bekende naamdragers
- Connor Paolo (1990), Amerikaans acteur
- Connor Trinneer (1969), Amerikaans acteur
- Conor McGregor (1988), Iers MMA-vechter